# Piglio
Piglio is een gemeente in de Italiaanse provincie Frosinone (regio Latium) en telt 4692 inwoners (31-12-2004). De oppervlakte bedraagt 35,2 km², de bevolkingsdichtheid is 133 inwoners per km².

## Demografie
Piglio telt ongeveer 1686 huishoudens. Het aantal inwoners daalde in de periode 1991-2001 met 0,7% volgens cijfers uit de tienjaarlijkse volkstellingen van ISTAT.
| Jaar | Inwoneraantal |
| ---- | ------------- |
| 1991 | 4734          |
| 2001 | 4700          |

## Geografie
De gemeente ligt op ongeveer 620 m boven zeeniveau.
Piglio grenst aan de volgende gemeenten: Acuto, Anagni, Arcinazzo Romano (RM), Fiuggi, Paliano, Serrone, Trevi nel Lazio.